# Братская помощь (журнал)
«Братская помощь» — ежемесячный русскоязычный военно-общественный иллюстрированный журнал, выходивший в городе Москве с 1907 по 1910 год.

## История
Создание периодического печатного издания «Братская помощь» преследовало благотворительные цели: на средства редакции производилась выдача единовременных пособий и пенсий воинам, пострадавшим в Русско-японскую войну 1904—1905 годов.
Издание журнала начала группа офицеров Генерального штаба Русской императорской армии, среди которых были, в частности, В. А. Афанасьев, А. С. Гришинский, Е. А. Искрицкий, С. П. Михеев, В. П. Никольский. Стоимость годовой подписки вначале составляла 8 рублей 50 копеек, потом 9 рублей в год (с пересылкой).
Редактировали журнал «Братская помощь» генералы Михаил Сергеевич Галкин и Алексей Самойлович Гришинский, а затем один Гришинский.
Программа журнала «Братская помощь» была довольно обширна: сведения о деятельности военно-благотворительных обществ, статьи о службе и быте войск, военно-воспитательный отдел, разделы военный и военной-истории, сведения об иностранных армиях, беспартийное (нейтральное) освещение политических и общественных вопросов, военная беллетристика, хроника, библиография.
За четыре года существования журналом была оказана помощь пенсионерам на сумму более чем на четыре тысячи рублей (весьма значительный капитал для того времени). Журнал «Братская помощь» привлек в качестве сотрудников значительное число известных военных писателей (например: Н. А. Орлова, В. Клембовского, А. Шеманского, А. Рябинина, М. Галкина, Д. Логофета, П. Н. Баженова, Г. Г. Елчанинова и других).
С 1911 года журнал «Братская помощь» изменил своё название на «Военный мир», утратив свой изначальный филантропический характер.
В конце XIX — начале XX века в городе Саратове издавался одноимённый журнал редактором которого был сперва П. А. Устимович, а затем П. С. Феокритов.